# Eremo di Bismantova
L'eremo di Bismantova, anche noto come santuario della Natività della Beata Vergine Maria, si trova ai piedi della Pietra di Bismantova a Castelnovo ne' Monti, in provincia di Reggio Emilia (Emilia-Romagna) e risale al XV secolo.

## Storia

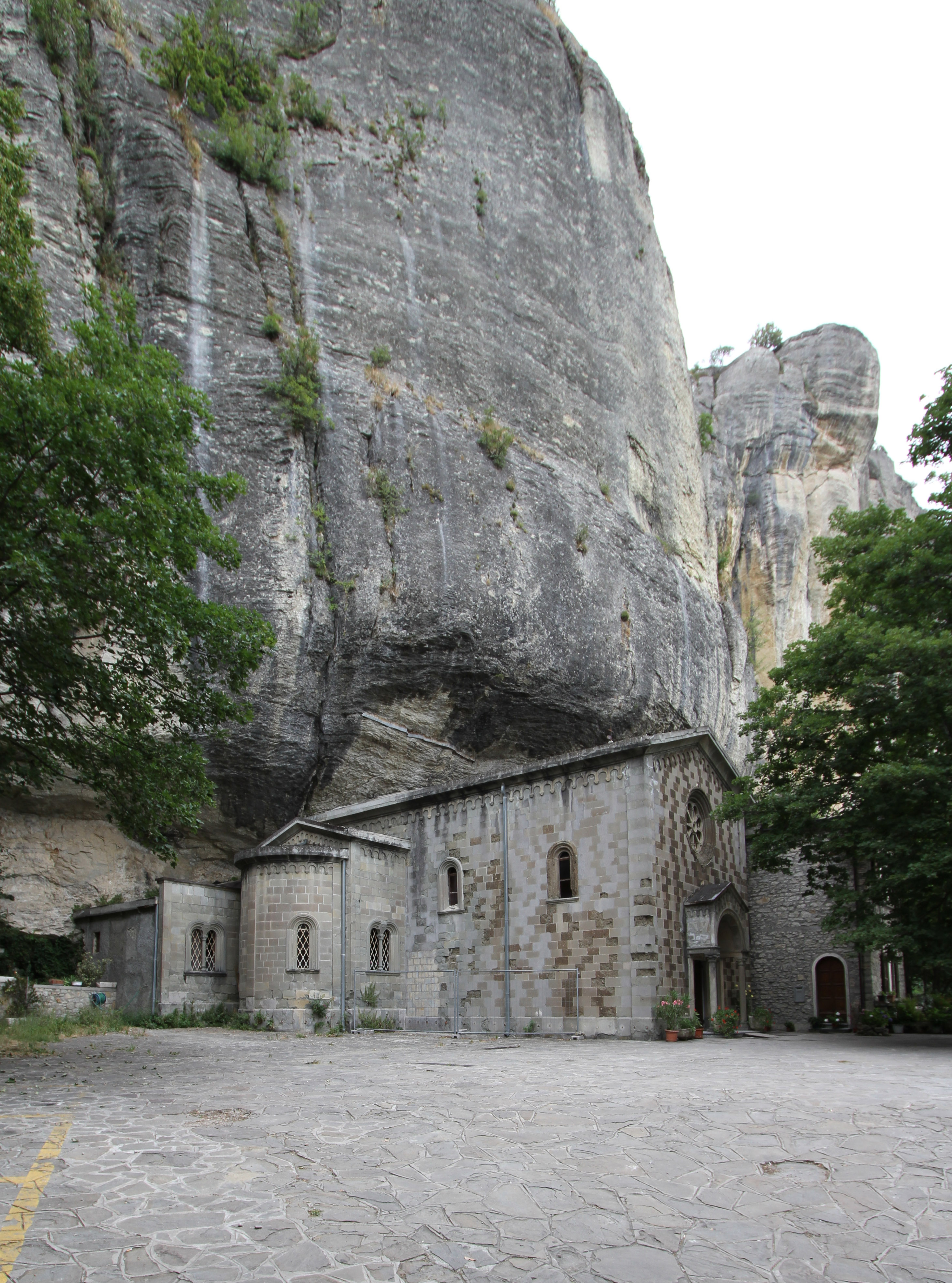
Eremo benedettino di Bismantova sotto la Pietra di Bismantova

L'esistenza del primo luogo di culto sul sito risale al XV quando la sua dedicazione era per il Santissimo Salvatore. Entro il XVII il piccolo oratorio venne ampliato e fu arricchito di due altari laterali poi, tra  il 1617 e il 1619, venne ulteriormente ampliato con una completa ricostruzione e si ritiene che in quel momento la dedicazione venne mutata in quella recente, alla Natività della Beata Vergine Maria. 
Nel 1943 il piccolo edificio sacro venne ampliato e anche la facciata venne arricchita da un protiro e dal rosone. All'inizio degli anni cinquanta la finestra a lunetta cieca sulla facciata fu decorata dall'affresco di Amos Nattini. Tutta la struttura fu oggetto di lavori di consolidamento nella seconda metà degli anni sessanta e sino al 1970 che si resero necessari dopo un evento franoso. Nei primi tempi venne custodito dai benedettini e dal 2001 divenne santuario mariano diocesano. Altri interventi che riguardarono la staticità dell'edificio, la copertura e alcuni locali interni furono realizzati entro il 2017

## Descrizione

### Esterni
L'eremo si trova ai piedi della Pietra, a meridione. La chiesa presenta un orientamento verso nord est con una facciata a capanna rivestita in blocchi di pietra bicolore e caratterizzata dal protiro retto da due colonne e dal rosone. Il portale con architrave è sormontato dalla lunetta affrescata.

### Interni
La pianta della struttura è a croce latina e l'ambiente interno è unico con due grandi cappelle laterali e il presbiterio che è leggermente rialzato. Nell'abside si conserva l'affresco del XV secolo che raffigura la Beata Vergine che allatta il Bambino anche nota come Madonna di Bismantova e oggetto del pellegrinaggio che si svolge ogni anno nel mese di maggio. Nella sagrestia conserva affreschi che risalgono al XV secolo.